# Dendrobium albosanguineum
Dendrobium albosanguineum es una especie de orquídea originaria de Asia.

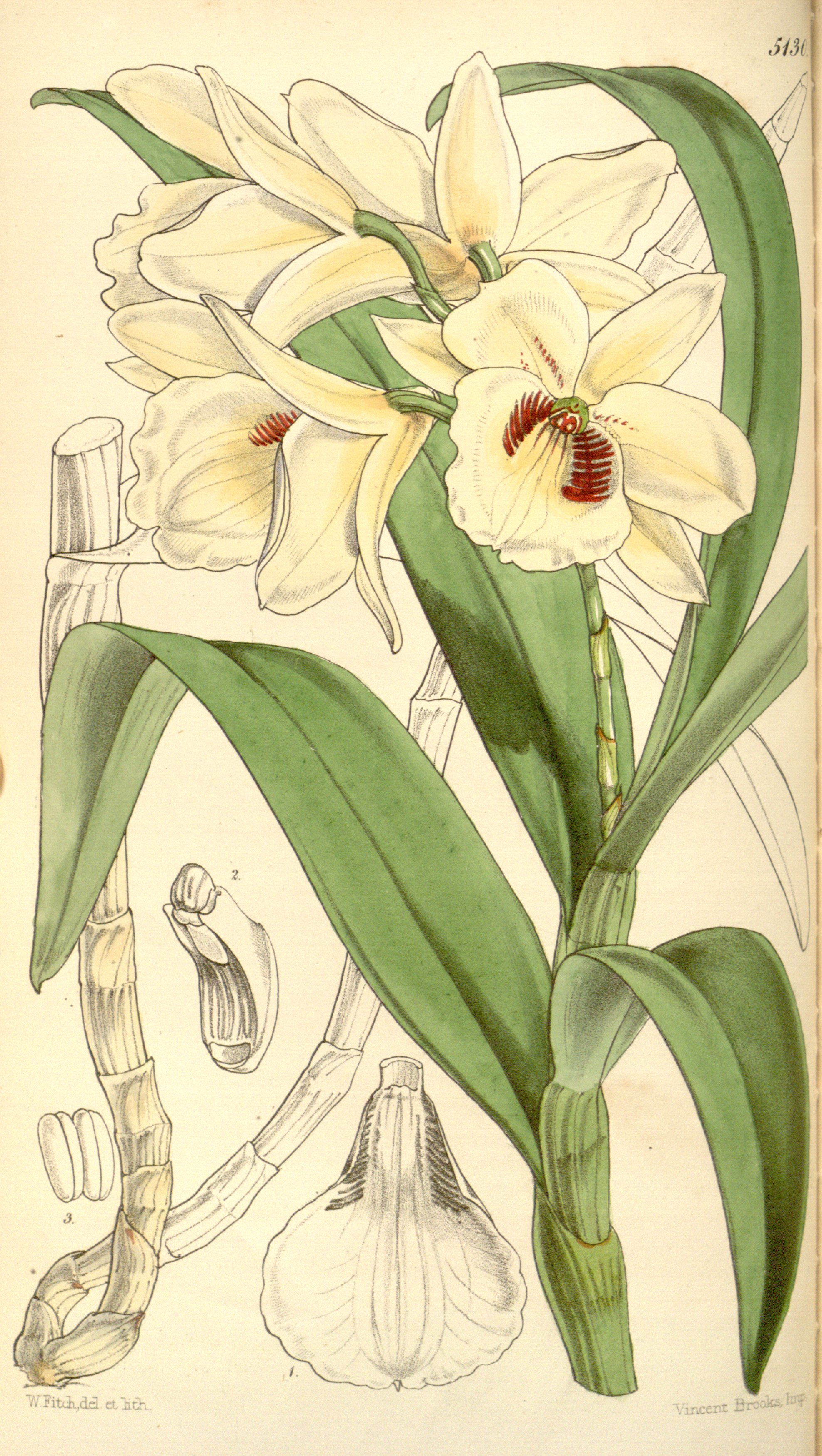
Ilustración

## Descripción
Es una orquídea de tamaño pequeño a mediano, que prefiere un clima fresco. Con hábitos epífitas con pseudobulbos muy robustos,cilíndricos agrupados con tallos con nodos fuertemente desarrollados y cubiertos de brácteas blancas que llevan revestimiento de hojas lineal-lanceoladas , verde claro, algo translúcidas y caducas. Florece de la primavera en una inflorescencia corta, con 2 a 7 flores fragantes, carnosas, flores de larga vida que surgen de los nudos superiores de los tallos de hojas más maduras y sin hojas.

## Distribución y hábitat
Se encuentra en Birmania y Tailandia, a una altitud de 300-600 metros. 

## Taxonomía
Dendrobium albosanguineum fue descrita por Lindl. & Paxton y publicado en Paxton's Flower Garden 2: 93. 1852.
Etimología
Dendrobium: nombre genérico que procede de la palabra griega (δένδρον) dendron = "tronco, árbol" y (βιος) Bios = "vida", en resumen significa "viven sobre los troncos de los árboles" (por su naturaleza epifita).
albosanguineum: epíteto latino que significa "blanco sangriento".
Sinonimia
- Callista albosanguinea (Lindl. & Paxton) Kuntze	[3][4]